# 卢拉诺
卢拉诺（義大利語：Lurano），是意大利贝加莫省的一个市镇。总面积3平方公里，人口2482人，人口密度827.3人/平方公里（2009年）。国家统计（ISTAT）代码为016129。